# Presa del Mezquite
Presa del Mezquite är en ort i Mexiko.   Den ligger i kommunen Fresnillo och delstaten Zacatecas, i den centrala delen av landet, 600 km nordväst om huvudstaden Mexico City. Presa del Mezquite ligger 2 068 meter över havet och antalet invånare är 244.
Terrängen runt Presa del Mezquite är en högslätt. Runt Presa del Mezquite är det glesbefolkat, med 18 invånare per kvadratkilometer. Närmaste större samhälle är Rafael Yáñez Sosa, 10,5 km söder om Presa del Mezquite. Omgivningarna runt Presa del Mezquite är i huvudsak ett öppet busklandskap.